# Orientognathus
Orientognathus is een geslacht van uitgestorven basale pterosauriërs dat leefde tijdens het Laat-Jura in het gebied van het huidige China.

## Vondst en naamgeving
In het begin van de eenentwintigste eeuw groef een boer bij Jucaigou in Liaoning het fossiel op van een pterosauriër om het illegaal te verkopen. Het exemplaar raakte daarbij zwaar beschadigd. Later lukte het paleontologen om op de locatie nog een ruggengraat veilig te stellen.
In 2015 benoemden en beschreven Lü Junchang, Pu Hanyong, Xu Li, Wei Xufang, Chang Huali en Martin Kundrát de typesoort Orientognathus chaoyangensis. De geslachtsnaam is afgeleid van het Latijn oriens, verwijzend naar de herkomst uit de Oriënt, en het Oudgriekse γνάθος, gnathos, 'kaak'. De soortaanduiding verwijst naar de herkomst uit Chaoyang.
Het holotype 41HIII-0418 is in het westen van de provincie Liaoning gevonden in een laag van de Tuchengziformatie die dateert uit het Tithonien, ongeveer 150 miljoen jaar oud. Het bestaat uit een gedeeltelijk skelet met schedel. Het fossiel is platgedrukt op een enkele plaat en ligt gedeeltelijk in verband. De schedel is sterk versplinterd. De linkervleugel is grotendeels aanwezig behalve het vierde vleugelkootje evenals de eerste drie vingers van de rechterhand, het voorste deel van de romp, het bekken, de linkerachterpoot, de rechterachterpoot minus voet en de staartbasis.

## Beschrijving
Orientognathus is een vrij grote rhamphorhynchide met een vleugelspanwijdte van ruim een meter.
De beschrijvers wisten enkele onderscheidende kenmerken vast te stellen. De tandeloze voorkant van de onderkaken is licht gepunt. Het vierde middenhandsbeen heeft 38% van de lengte van het opperarmbeen. De ellepijp is korter dan enig vleugelkootje. Het scheenbeen is bijna even lang als het dijbeen.
De tanden van Orientognathus zijn recht en relatief robuust en lang. Ze zijn iets naar achteren gekromd. Het pteroïde heeft 21% van de lengte van het opperarmbeen en bezit een verbreed uiteinde. De deltopectorale kam op het opperarmbeen is niet heel sterk ontwikkeld.

## Fylogenie
Orientognathus werd in de Rhamphorhynchidae geplaatst en daarbinnen in de Rhamphorhynchinae. De verwantschappen bleken niet nauwkeuriger vast te stellen. Het was in 2015 de grootste rhamphorhynchine die uit het Opper-Jura van China bekend was en de enige pterosauriër uit het Tithonien van dat land.